# 157e méridien est
En géographie, le 157e méridien est est le méridien joignant les points de la surface de la Terre dont la longitude est égale à 157° est.

## Géographie

### Dimensions
Comme tous les autres méridiens, la longueur du 157e méridien correspond à une demi-circonférence terrestre, soit 20 003,932 km. Au niveau de l'équateur, il est distant du méridien de Greenwich de 17 477 km,.
Avec le 23e méridien ouest, il forme un grand cercle passant par les pôles géographiques terrestres.

### Régions traversées
En commençant par le pôle Nord et descendant vers le sud au pôle Sud, Le 157e méridien est passe par:
| Coordonnées           | Pays, territoire ou mer     | Notes                                                                                          |
| --------------------- | --------------------------- | ---------------------------------------------------------------------------------------------- |
| 90° 00′ N, 157° 00′ E | Océan Arctique              | Passe juste à l'est de l'Île Henriette, République de Sakha, Russie (at 77° 06′ N, 156° 43′ E) |
| 77° 02′ N, 157° 00′ E | Mer de Sibérie orientale    |                                                                                                |
| 71° 05′ N, 157° 00′ E | Russie                      | République de Sakha Oblast de Magadan — à partir de 66° 01′ N, 157° 00′ E                      |
| 61° 35′ N, 157° 00′ E | Mer d'Okhotsk               | Golfe de Chelikhov                                                                             |
| 57° 51′ N, 157° 00′ E | Russie                      | Kraï du Kamtchatka — Péninsule du Kamchatka                                                    |
| 51° 05′ N, 157° 00′ E | Océan Pacifique             |                                                                                                |
| 4° 42′ S, 157° 00′ E  | Papouasie-Nouvelle-Guinée   | Atoll Takuu                                                                                    |
| 4° 48′ S, 157° 00′ E  | Océan Pacifique             |                                                                                                |
| 6° 53′ S, 157° 00′ E  | Îles Salomon                | Île Choiseul                                                                                   |
| 7° 16′ S, 157° 00′ E  | Détroit de Nouvelle-Géorgie |                                                                                                |
| 7° 52′ S, 157° 00′ E  | Îles Salomon                | Île Kolombangara                                                                               |
| 8° 06′ S, 157° 00′ E  | Mer des Salomon             | Passe juste à l'ouest de Île Vonavona (en), Îles Salomon (at 8° 11′ N, 157° 00′ E)             |
| 11° 47′ S, 157° 00′ E | Mer de Corail               |                                                                                                |
| 29° 57′ S, 157° 00′ E | Océan Pacifique             |                                                                                                |
| 60° 00′ S, 157° 00′ E | Océan Austral               |                                                                                                |
| 69° 12′ S, 157° 00′ E | Antarctique                 | Territoire antarctique australien, partie de l'Antarctique revendiqué par l' Australie         |